# クリーヴランド・ストリート駅
クリーヴランド・ストリート駅（Cleveland Street）はブルックリン区サイプレス・ヒルズのクリーヴランド・ストリートとフルトン・ストリートの交差点にあるニューヨーク市地下鉄BMTジャマイカ線の駅で、J系統が終日停車する。ラッシュ時混雑方向に運行されるZ系統は通過する。

## 駅構造
| P ホーム階 | 南行線                       | ← ブロード・ストリート駅行き（朝ラッシュ：アラバマ・アベニュー駅、その他時間帯：ヴァン・シックレン・アベニュー駅） ← 通過                  |
| P ホーム階 | 島式ホーム、左側のドアが開く | |
| P ホーム階 | 北行線                       | → ジャマイカ・センター-パーソンズ/アーチャー駅行き（夕ラッシュ：クレセント・ストリート駅、その他時間帯：ノーウッド・アベニュー駅）→ 通過 → |
| M          | 改札階                       | 改札口、駅員詰所、メトロカード自動券売機                                                                                                   |
| G          | 地上階                       | 出入口 |

BMTレキシントン・アベニュー線がサイプレス・ヒルズ駅まで延伸した1893年5月30日に開業した。
駅は島式ホーム1面2線で、ホーム西端の屋根は非常に短い。

### 出口
改札はホームの西端にあり、そこからフルトン・ストリートとクリーヴランド・ストリートの交差点南西・北西に階段が1つずつ出ている。